# Tipula macquarti
Tipula macquarti är en tvåvingeart. Tipula macquarti ingår i släktet Tipula och familjen storharkrankar.

## Underarter
Arten delas in i följande underarter:
- T. m. macquarti
- T. m. lesnei